# Hydrovatus gabonicus
Hydrovatus gabonicus är en skalbaggsart som beskrevs av Régimbart 1895. Hydrovatus gabonicus ingår i släktet Hydrovatus och familjen dykare. Inga underarter finns listade i Catalogue of Life.